# Ісмаїлія (губернаторство)
Ісмаї́лія (Ель-Ісмаїлія, араб. الإسماعيلية) — губернаторство (мухафаза) в Арабській Республіці Єгипет. Адміністративний центр — місто Ісмаїлія.
Населення — 953 006 осіб (2006).

## Найбільші міста
| № | Місто                     | Населення, осіб (2006) |
| - | ------------------------- | ---------------------- |
| 1 | Ісмаїлія                  | 293 184                |
| 2 | Ет-Телль-ель-Кебір        | 42 552                 |
| 3 | Ель-Кантара               | 29 505                 |
| 4 | Абу-Сувейр (-ель-Махатта) | 24 265                 |
| 5 | Фаїд                      | 21 808                 |
| 6 | Ель-Кантара-еш-Шаркія     | 20 700                 |